# 에두아르도 로드리게스
에두아르도 로드리게스 벨트세(스페인어: Eduardo Rodríguez Veltzé 에두아르도 로드리게스 벨트세[*], 1956년 3월 2일~ )는 볼리비아의 전 대통령, 법조인이다. 그는 대통령 취임 하기 전 볼리비아 대법원의 판사였다.

## 일생
1956년 코차밤바에서 태어났다. 그는 법률가이며, 공중 행정의 석사를 가지고 있다. 그는 볼리비아에서 산아우그스틴 고등학교를 졸업한 후, 코차밤바의 산시몬 대학에 진학했으며, 미국 하버드 대학에서 석사를 획득했다.

## 대통령 취임
천연가스 회사의 민영화를 둘러싼 폭동에 의해 정치적 혼란이 일어나, 전 대통령인 카를로스 메사는 의회에 사임을 신청했다. 이 때, 상원과 하원의 의장인 오르만도 바카 디에스와 마리오 코시오가 모두 대통령 취임을 거부했기 때문에, 대통령 승계 순위가 4번째인 최고재판소장까지 밀렸다. 이렇게 해서, 그는 2005년 6월 10일 볼리비아의 대통령이 되는 것으로 정해졌다. 그는 지금까지의 정치혼란에 직접적으로 관계 없는 얼마 안되는 인물이라고 하여, 카를로스 메사 정부에 계속 반대하고 있던 사람들에 의해서 지지를 받았다.

## 같이 보기
- 볼리비아의 역사
- 볼리비아의 정치